# EasyJet
easyJet è una compagnia aerea a basso costo britannica conosciuta ufficialmente come easyJet Airline Company Limited (plc). Ha sede presso l'aeroporto di Londra-Luton (Gran Bretagna) e possiede numerose basi d'armamento sia nel Regno Unito (la maggiore è sull'aeroporto di Londra-Gatwick) che in diversi paesi dell'Unione europea, di cui la principale è Milano-Malpensa, in Italia.
Il proprietario del pacchetto di maggioranza è l'uomo d'affari greco-cipriota Stelios Haji-Ioannou, che controlla anche altre imprese dell'easyGroup, di cui fanno parte: easyInternetCafe, easyCar, easyCruise e easyHotel. È la seconda compagnia aerea low cost più grande d'Europa dopo Ryanair.

## Storia
EasyJet fu fondata il 18 ottobre 1995 mentre l'esercizio ebbe inizio il 10 novembre 1995. I primi aeroplani furono due Boeing 737-200 presi in leasing dalla GB Airways, che facevano servizio da Londra-Luton a Glasgow e ad Edimburgo. In base al numero di passeggeri trasportati, l'easyJet è la terza compagnia aerea low cost più grande al mondo (dopo la statunitense Southwest Airlines e l'irlandese Ryanair).
Nel marzo 1998 acquistò il 40% delle azioni della compagnia charter TEA Switzerland; venne così ribattezzata easyJet Switzerland. Nell'ottobre 2000 easyJet viene quotata alla borsa di Londra; l'impresa cresce velocemente, acquistando nel 2002 il concorrente Go Fly, ed è proprio grazie a questa acquisizione che easyJet garantisce la sua presenza anche all'aeroporto di Londra Stansted.
Fino al settembre 2003 furono adoperati esclusivamente i Boeing 737, preferiti anche da molte altre compagnie low cost; nell'ottobre 2002, l'azienda annuncia la volontà di iniziare una transizione verso gli aeromobili Airbus, ordinando 120 Airbus A319, i cui primi vengono consegnati nell'autunno 2003. Dietro richiesta della compagnia, su questi modelli è stato aumentato il numero di uscite d'emergenza, situate presso la superficie alare, da 2 a 4. In questo modo l'aereo può essere evacuato entro il limite prescritto di 90 secondi, nonostante il ristretto assetto dei posti a sedere.
Nel luglio 2017, in vista dell'uscita del Regno Unito dall'Unione europea, è creata easyJet Europe, una compagnia basata in Austria, alla quale saranno trasferiti i dipendenti e gli aerei impiegati nell'UE e non basati nel Regno Unito.

## Basi storiche
Il 9 marzo 2006 viene inaugurata, alla presenza del CEO Andy Harrison la base di Milano-Malpensa. Il primo volo commerciale effettuato è stato il MXP AGP MXP il 10 marzo 2006. La base fu dotata inizialmente di 3 aerei, A319, ma ben presto la flotta basata aumento' notevolmente fino a ben 22 aerei basati durante l'estate 2019.
Il 2 novembre 2009 viene poi inaugurata la base di Roma Fiumicino, dotata inizialmente di 3 aerei.
La base di Dortmund, in Germania, è stata chiusa nel 2008 a causa delle perdite che generava. Parte dei voli, subito dopo la chiusura della base, rimasero attivi venendo operati con aeromobili basati in altri aeroporti, ma alla fine la compagnia chiuse tutti i collegamenti mantenendo solo quello per Londra-Luton. La base di East Midlands, vicino a Nottingham, nel Regno Unito, è stata chiusa a inizio 2010.
Nel 2012, poi, si assiste alla chiusura della base di Madrid a causa di un aumento delle tasse aeroportuali da parte di AENA, l'ente che gestisce l'aeroporto. Numerosi voli da e per Madrid vengono comunque operati da altre basi. Il 18 giugno 2015 la compagnia annuncia che lascerà progressivamente la base di Roma-Fiumicino a causa degli elevati costi di gestione e del basso indice di puntualità garantito dallo scalo. La maggior parte delle tratte da e verso lo scalo sono state comunque mantenute, anche se gli 8 aerei e relativi equipaggi verranno trasferiti per rinforzare le basi di Milano-Malpensa e Napoli e per aprire Venezia.
Nello stesso anno la compagnia ha ricevuto il suo 200º aereo Airbus. Per l'occasione il mezzo (un A320) è stato verniciato con una particolare livrea: la fusoliera è totalmente arancione, con la scritta easyJet in bianco, la cui grafica è la stessa mantenuta dalla compagnia fino al 2015.
Dal 1º settembre 2020 Easyjet chiude i suoi hub a Londra Stansted, Newcastle e Southend.
Il 31 ottobre 2020 Easyjet trasferisce i voli effettuati sull'ormai vecchio e trafficato aeroporto di Berlino-Tegel al nuovo aeroporto di Berlino-Brandeburgo.
Il 1 aprile 2025 Easyjet annuncia il ripristino di una base a Roma Fiumicino per un totale di 16 rotte.

## Risultati d'esercizio
Nel 2015 easyJet ha registrato ricavi totali in crescita a 4,686 miliardi di sterline (rispetto ai 4,527 dell'anno precedente) e utili d’esercizio in crescita del 18,1% a 686 milioni di sterline, rispetto ai 581 milioni dell'anno precedente. Il numero di passeggeri, è salito del 6% a 68,6 milioni.

## Flotta

### Flotta attuale

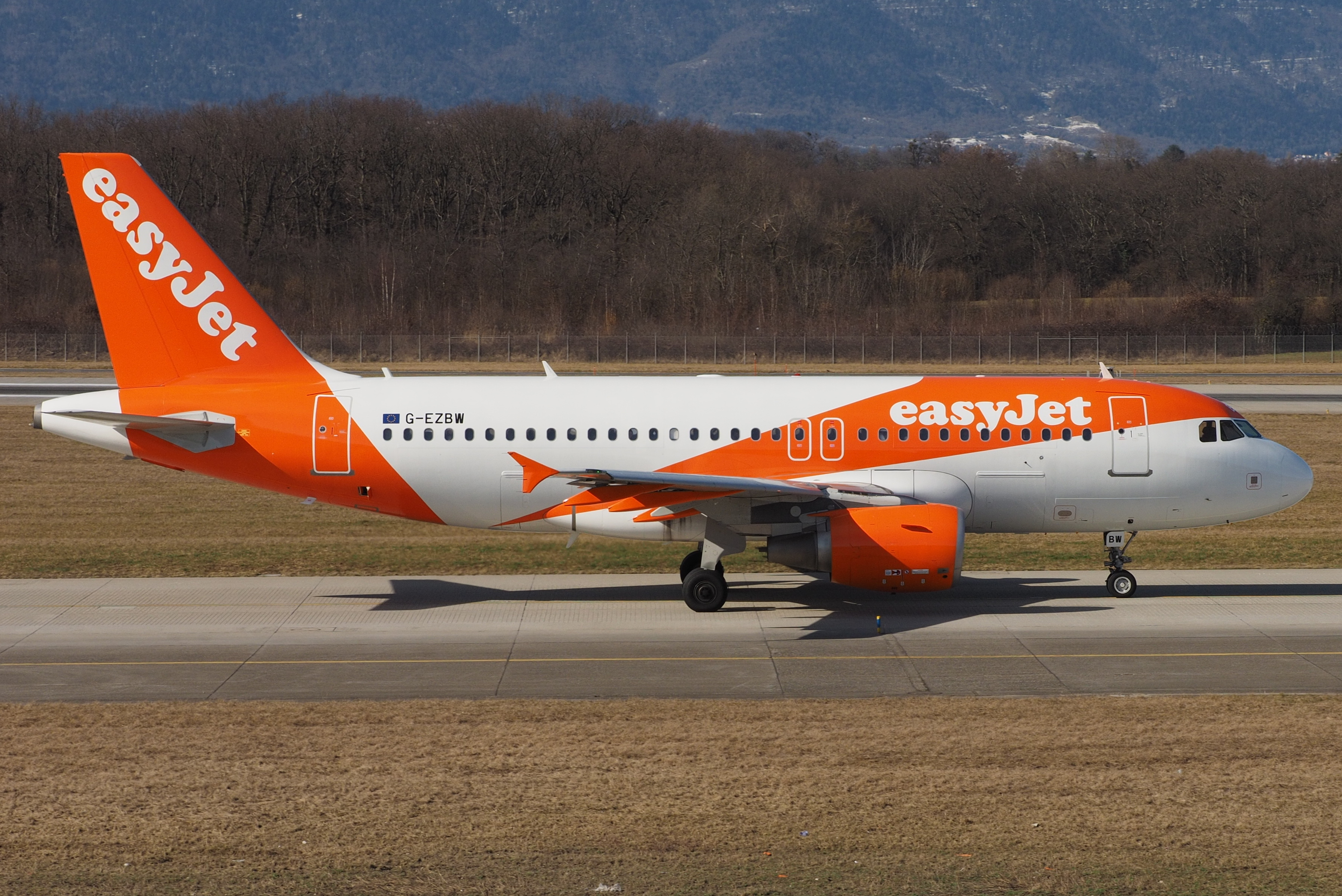
Un Airbus A319-100 di easyJet UK.

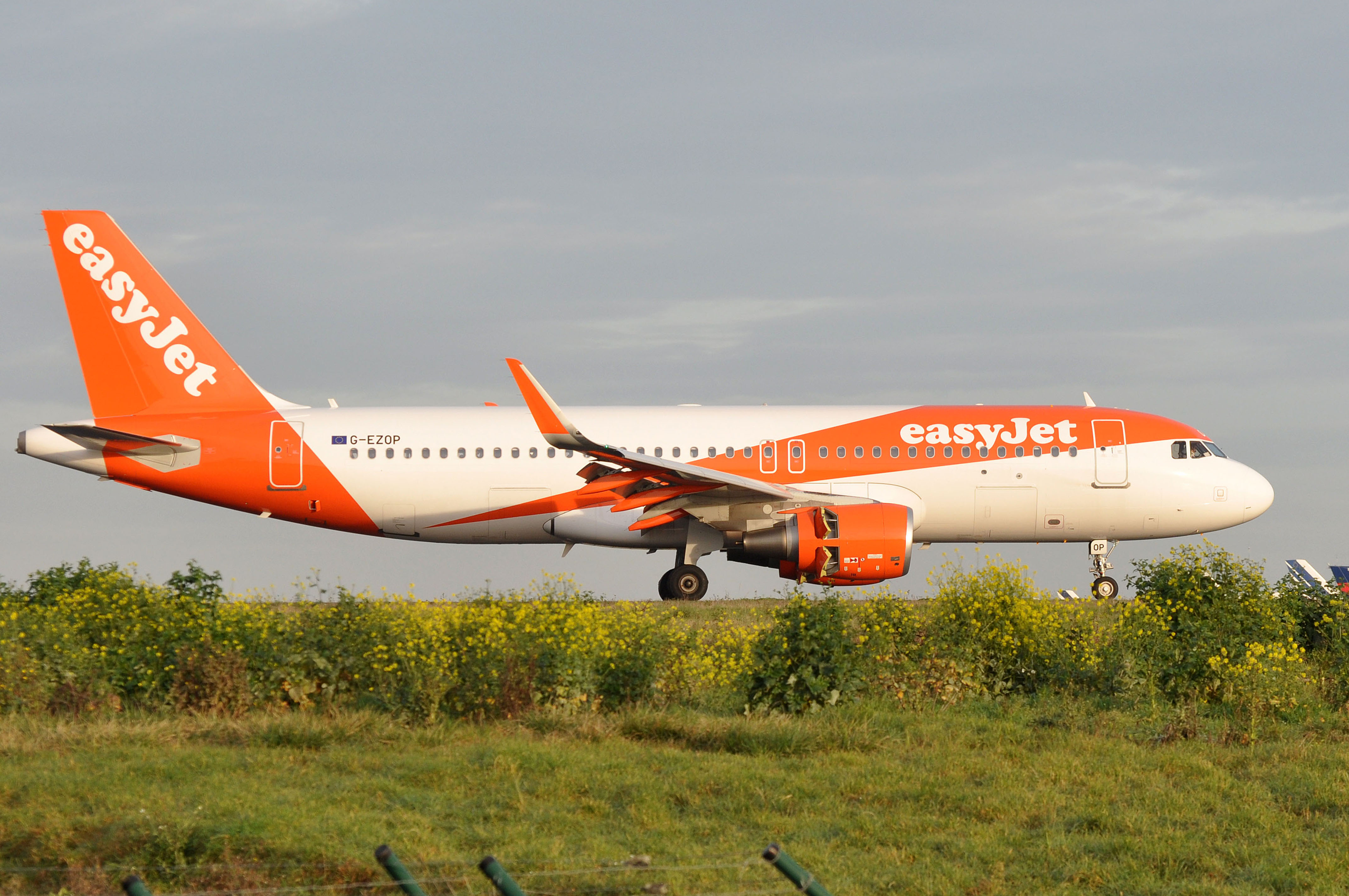
Un Airbus A320-200 di easyJet UK.

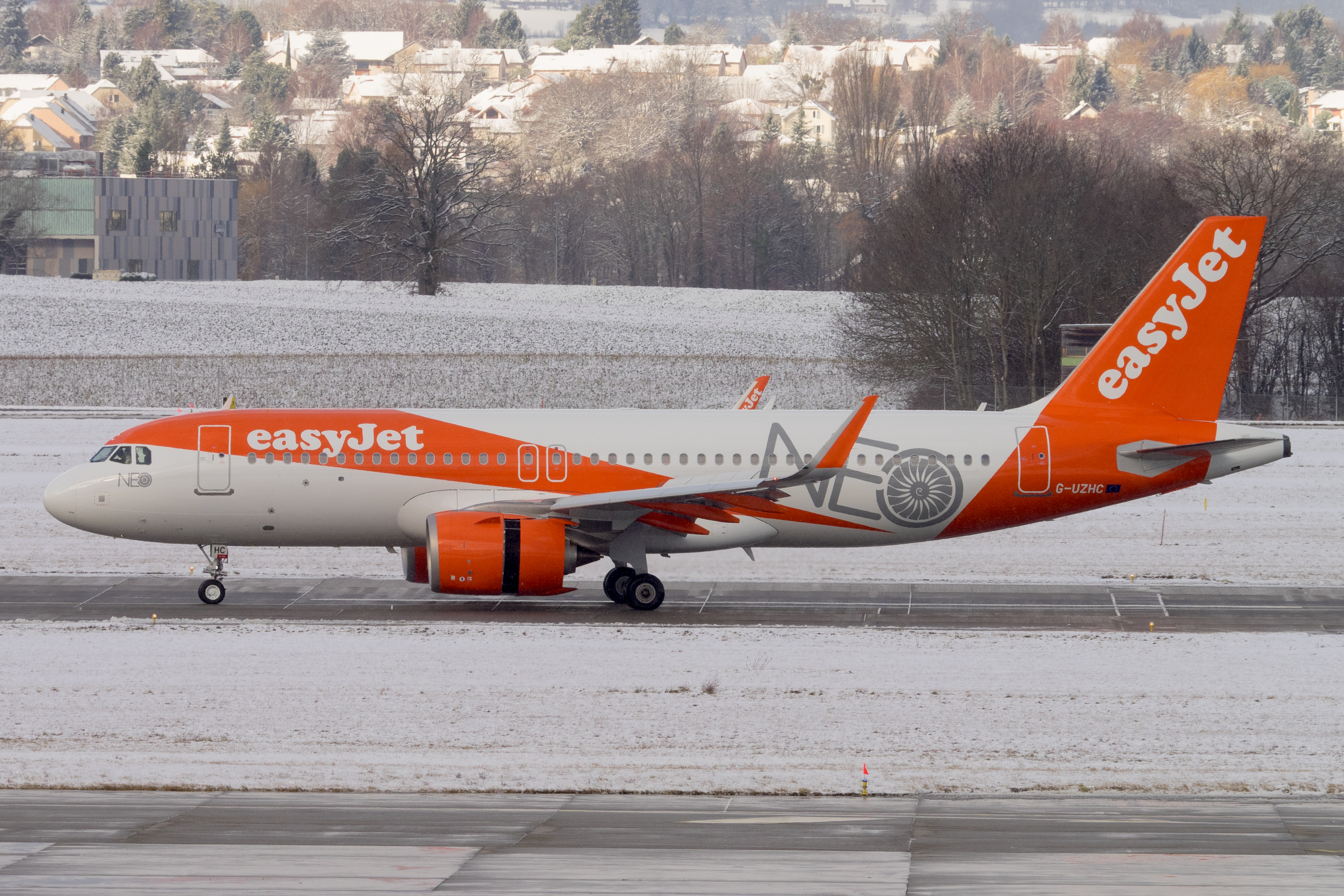
Un Airbus A320neo di easyJet UK.

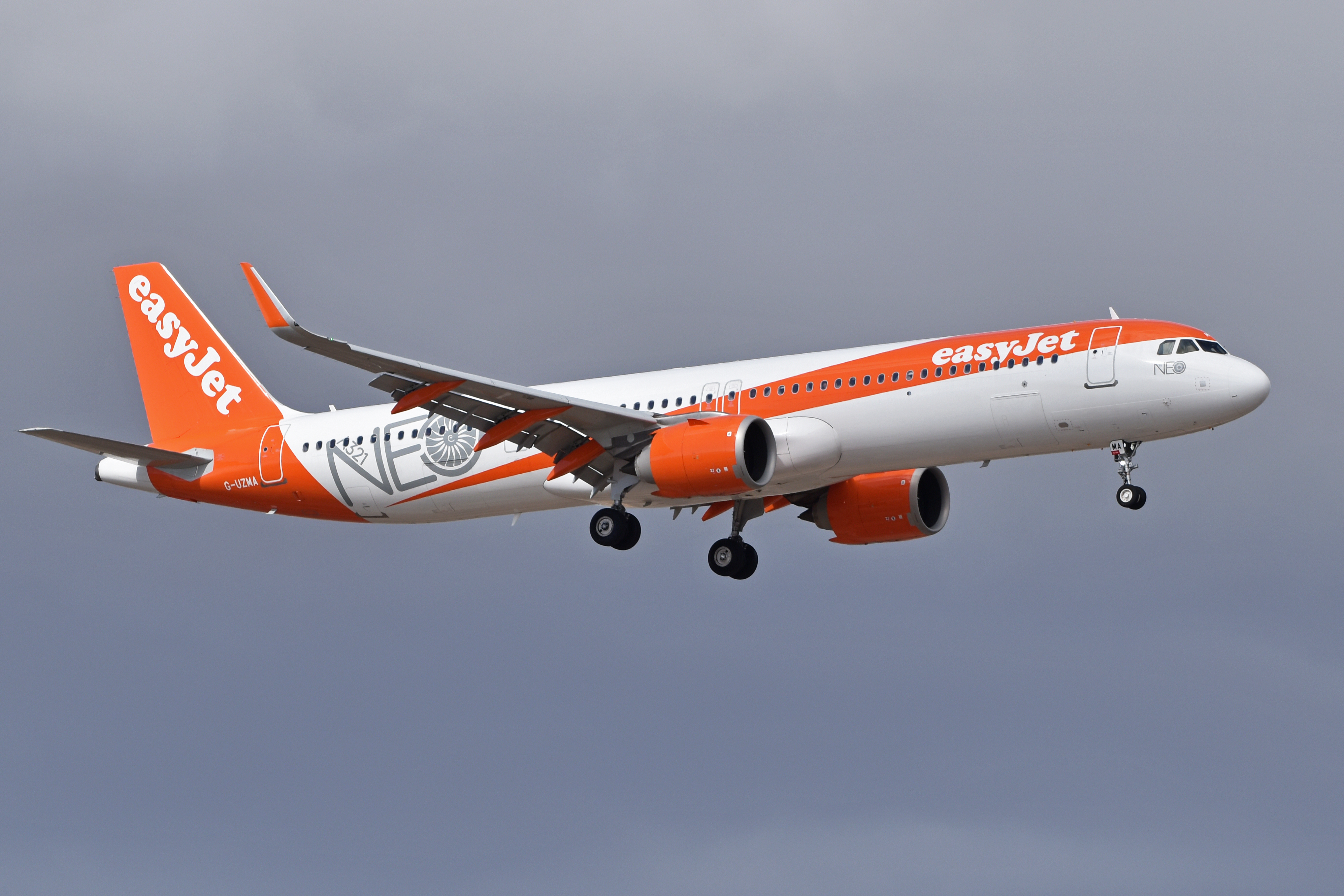
Un Airbus A321neo di easyJet UK.

La flotta di easyJet comprende esclusivamente aeromobili Airbus della famiglia A320. A maggio 2025, la flotta totale di easyJet (comprensiva di easyJet UK, easyJet Switzerland e easyJet Europe) è così composta:

### Flotta storica

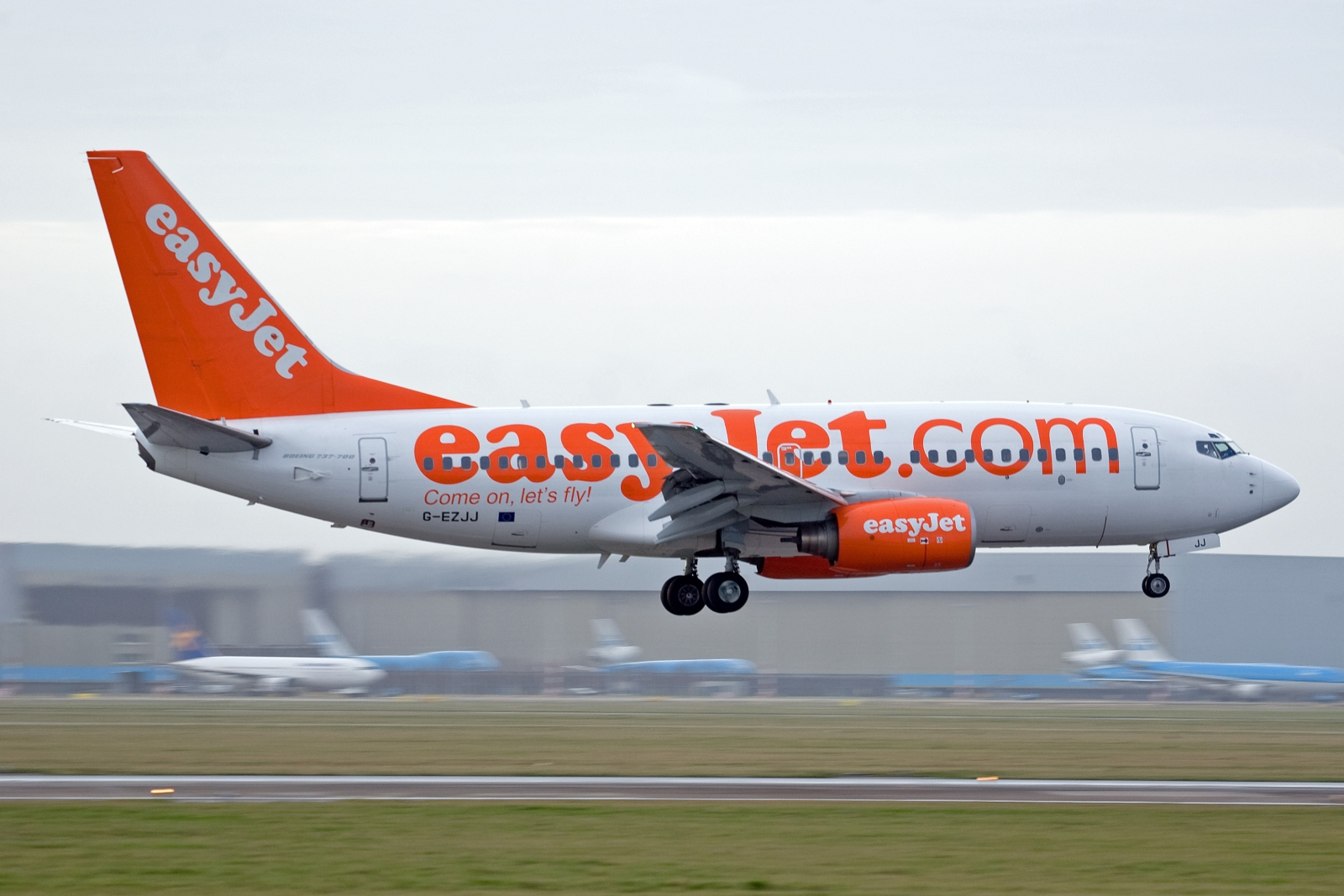
Un Boeing 737-700.

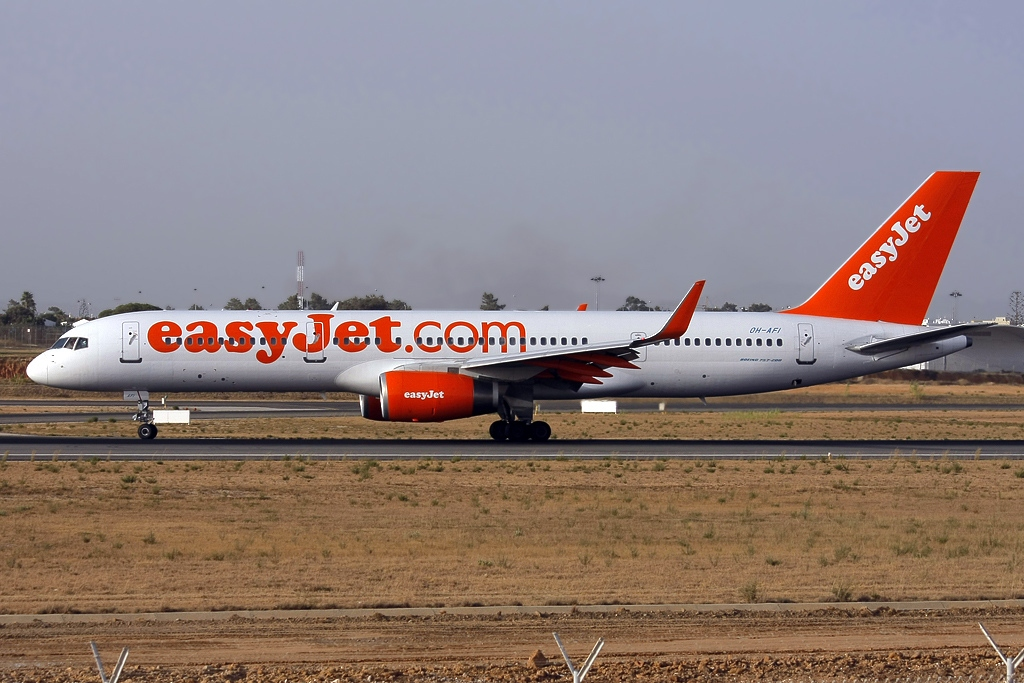
Un Boeing 757-200.

Nel corso degli anni, EasyJet ha operato con i seguenti aeromobili: